# Aerangis biloba
Aerangis biloba é uma espécie de orquídea monopodial epífita, família Orchidaceae, que habita uma dúzia de países do centro e centro-oeste da África tropical.